# Kościół Świętych Apostołów Piotra i Pawła w Kiwitach
Kościół Świętych Apostołów Piotra i Pawła – rzymskokatolicki kościół parafialny należący do dekanatu Lidzbark Warmiński archidiecezji warmińskiej.
Obecna świątynia została zbudowana w końcu XIV wieku, natomiast wieża powstała na początku XV wieku – w końcu tego stulecia podwyższono ją. Budowla była remontowana w 1687 roku (wieża), w 1772 (zakrystia) i w 1791 roku (elewacje zewnętrzne). Gruntowny remont i prace konserwatorskie zostały wykonane w 1862 roku, wtedy częściowo zostały zrekonstruowane szczyty świątyni. W dniu 30 czerwca 1879 roku budowla została konsekrowana przez biskupa Philippa Krementza. W 1972 roku świątynia została całkowicie odrestaurowana.
Jest to kościół orientowany, salowy, posiadający wydłużony kształt. Został wzniesiony z cegły i usytuowany na cokole z kamieni polnych. Od strony północnej są dobudowane do niego neogotycka kaplica i zakrystia, natomiast od strony zachodniej wieża. Każda z sześciu kondygnacji wieży jest ozdobiona blendami o różnych kształtach (ostrołukowych, półkolistych i zamkniętych podwójnym łukiem), całość jest zwieńczona szczytami schodkowymi. Na szczycie zachodnim jest umieszczona chorągiewka z datą „1687”, na wschodnim znajduje się kuty krzyż z kogucikiem. Ściany korpusu nawowego przedzielone są na zmianę ostrołukowymi oknami i parami blend oraz zwieńczone szczytami sterczynowymi, ozdobionymi blendami. Także ściany zakrystii ozdabiają blendy z łukiem półkolistym. Wnętrze nawy jest nakryte drewnianym stropem płaskim, natomiast kruchta i zakrystia nakrywają sklepienia krzyżowe. Na zakrystii znajduje się data „1722”..
Pochowany jest tu biskup warmiński Jan Wilde. 